# Kwasów (Ukraina)
Kwasów (ukr. Квасів, Kwasiw) – wieś na Ukrainie, w obwodzie wołyńskim, w rejonie łuckim.
Pod koniec XIX wieku wieś należała do gminy Podberezie, w powiecie włodzimierskim.
Do 2020 w rejonie horochowskim. 